# 2078 Nanking
2078 Nanking је Марсов тројански астероид чија средња удаљеност од Сунца износи 2,368 астрономских јединица (АЈ).
Апсолутна магнитуда астероида је 12,1.